# Illa Deer (Alaska)
L'illa Deer és una illa de l'arxipèlag Alexander, al sud-est d'Alaska, Estats Units.
L'illa fa 13,6 quilòmetres de llargada i es troba al canal d'Ernest, 51,6 quilòmetres al sud-est de Wrangell. El primer europeu que va albirar l'illa va ser James Johnstone, un dels oficials de George Vancouver durant la seva expedició de 1791 a 1795, el 1793.